# Heisdorf (Steinsel)
Heisdorf (luxemburgisch Heeschdrefⓘ, französisch Heisdorf) ist ein Ortsteil der luxemburgischen Gemeinde Steinsel.

## Geografie und Geschichte
Heisdorf liegt im Tal der Alzette. Verkehrlich erschlossen ist sie durch die Nationalstraße 7 (Luxemburg–Mersch), die durch den Ort führt. Der Ort verfügt über einen Bahnhof an der Bahnstrecke Luxemburg–Spa und wird regelmäßig von der CFL-Linie 10 bedient. 
Erstmals urkundlich erwähnt wird Heisdorf als „Hemmingestorph“ in einer Schenkung an das hessische Kloster Lorsch, die auf 789/90 datiert wird (CL II, 3033). Von den zwei weiteren Schenkungen an das gleiche Kloster wird die eine auf 825 datiert (CL III, 3795), während die andere bisher nicht datiert werden konnte (CL III, 3710). 
Schloss Heisdorf wurde 1888 im Stil der französischen Renaissance errichtet. Im umliegenden Park befinden sich einige bemerkenswerte Bäume.

## Persönlichkeiten
- Pierre Dupong (1885–1953), Staatsminister Luxemburgs